# Eucera diana
Eucera diana är en biart som beskrevs av Nurse 1904. Eucera diana ingår i släktet långhornsbin, och familjen långtungebin. Inga underarter finns listade i Catalogue of Life.